# ابن نجم الدين الاطراوي
ابن نجم الدين الإطرواي العاملي، هو السيد حسن بن السيد نجم الدين أيوب بن الأعرج الحسيني العاملي الإطراوي الكركي الشهير بابن نجم الدين، الموصوف عند بعضهم بالإطراوي العاملي.

عالم دين شيعي من جبل عامل، كان أستاذ العلماء في عصره، ومرجع الشيعة في الدين.

## لقبه
لقّب بالإطرواي نسبة إلى اطراء، ويقال أنها من قرى جبل عامل. ويورد السيد محسن الأمين احتمال كون القرية من قرى بعلبك.

## ولادته
سنة ولادته غير معلومة على وجه الدّقة إلا أنه كان حياً قبل العام 786 هـ.

## شهرته
لُقّب بابن نجم الدين، كما لقّب في بعض المصادر ببدر الدين، وفخر الدين، بالاِضافة إلى عزالدين.

## وفاته
تاريخ وفاته غير معلوم إلّا أنه ذُكر في ترجمة علماء القرن الثامن.

## أساتذته
أخذ عن جماعة من كبار الفقهاء، منهم:
1. السيد عميد الدين عبد المطلب بن محمد ابن الاَعرج الحسيني (المتوفّـى 754 هـ).
2. السيد ضياء الدين عبد اللّه بن محمد ابن الاَعرج.
3. فخر المحققين محمد بن العلاّمة الحسن ابن المطهّر الحلّـي.
4. الشهيد الأول محمد بن مكي العاملي (المتوفّـى 786 هـ)

## من أبرز تلامذته
1. جعفر بن الحسام العيناثي العاملي.
2. شمس الدين محمد بن محمد ابن عبد اللّه العريضي.

## من مؤلفاته
1. مسائل فقهية، أجاب عنها شيخه الشهيد الأول، في قرية إطراء العاملية تعرف بمسائل ابن نجم الدين.